# 살바도르 달리
살바도르 도밍고 펠리페 하신토 달리 이 도메네크(스페인어: Salvador Domingo Felipe Jacinto Dalí i Domènech, 1904년 5월 11일 ~ 1989년 1월 23일)은 스페인의 초현실주의 화가이자 판화가, 영화 제작가였다

## 출생 및 인생
그는 카탈루냐의 피게레스에서 출생하였는데, 그의 형 이름 또한 '살바도르'였다. 그가 태어나기 9개월 전인 1903년 8월 1일 죽었기 때문에, 그의 아버지가 같은 이름을 지어주었다. 그의 아버지의 이름 또한 살바도르였는데 중산층 변호사였다.
마드리드의 미술 학교에서 공부하면서 페데리코 가르시아 로르카와 친분을 쌓았으며, 그의 작품 <마리아나 피네다>의 제작을 도왔다. 1928년 파리로 가서 초현실주의 화가와 작가들과 사귀고, 초현실주의 운동에 참가했다. 그의 수법은 '환상적 사실주의'라고도 불린다. 또, 영화 <황금시대>를 제작한 외에 로트레아몽의 시집 <말도로르의 노래>의 삽화를 그렸다.
미국으로 건너가 정통적 초현실주의를 탈피한 후에는 가극·발레의 의상 등 장식 예술 분야에서 활약하였다. 또 디즈니와 협력하여 영화 제작에도 종사하였다. 귀국 후의 작품으로 <잉태한 성모>가 있다. 제2차 세계 대전 후에는 로마 가톨릭교회에 귀의하고 그의 아내인 갈라(스페인어: Gala Eluard Dalí)를 성모 마리아에 비유한 종교화를 연작했다. 갈라는 달리의 뮤즈이자 통치자이자 매니저였다. 그는 또한 독일의 히틀러를 찬양해 다른 초현실주의자들의 비난을 받았다. 그의 히틀러에 대한 숭모는 다음과 같은 글에 잘 나타나 있다.
나는 항상 제복에 꽉 조여진 히틀러의 부드럽고 살찐 등에 사로잡혀 있다. 나는 벨트에서부터 어깨까지 가로지르는 히틀러의 가죽끈을 그리려 할 때마다 군복으로 포장된 그의 살의 부드러움에 두근거리는 바그너적 황홀경에 빠진다. 나는 사랑의 행위 중에도 이같은 극도의 흥분을 경험해 본 적이 없다.

또 달리는 히틀러를 소재로 〈히틀러의 수수께끼 (The Enigma of Hitler, 1938)〉라는 그림도 그렸다. 스페인 내전이 일어나자 달리는 스페인에서 달아났는데 조지 오웰은 이런 그를 "쥐새끼처럼 달아났다"며 비판했다. 달리의 자서전에 대한 1944년의 주목할만한 연구에서, 조지 오웰은 다음과 같이 썼다
사람들은 달리가 훌륭한 기초자이면서 역겨운 인간이라는 두 가지 사실을 동시에 머리 속에 유지할 수 있어야 한다.

하지만 조지 오웰의 이 말은 살바도르 달리의 입장에서는 수긍하기 힘든 평가이기도 하다. 공화주의자로 스페인 내전에까지 참전한 조지 오웰로서는 그 당시 대부분의 지식인들과는 다르게 공화주의자편에 서지 않은 살바도르 달리를 좋게 평가할 수 없었을 것이다. 이는 전적으로 달리의 개인적인 신념이고 그 신념을 비난할 권리는 누구에게도 없다. 소련의 지원을 받은 공화주의자들이 내전에서 승리했더라면 과연 스페인의 운명이 어떻게 변해 있을지는 아무도 알 수 없기 때문이다. 
달리는 2차 세계대전 종전 후 카탈로니아로 귀환해 프란시스코 프랑코의 권위주의 정권과 밀착했다. 달리의 성명 중 일부는 "스페인에 파괴적인 세력(공화주의자들)을 제거하는"것을 목표로 한 프랑코의 행동에 대해 축하의 뜻을 전달했다. 달리는 감옥에 갇힌 공화주의자들에 대한 사형 집행 영장에 프랑코가 서명한 것을 칭찬하면서 전보를 보냈다. 그는 개인적으로 프랑코를 만났고, 프랑코 손녀의 초상화를 그려줬다.
달리는 또 2차 세계대전 후 원자폭탄을 찬미하는〈멜랑코리, 원자, 우라늄의 목가(Melancholy, Atomic, Uranic idyll,1945)〉라는 그림도 그렸는데 멜랑코리라는 제목 덕분에 이 그림은 종종 전쟁의 비극과 핵폭탄에 대한 경고로 읽히곤 하였지만 이는 적절한 해석이 아니다. 달리는 또 비키니 섬에서 벌어진 핵실험을 소재로 〈비키니섬의 세 스핑크스(Three Sphinxes of Bikini, 1947)〉라는 작품도 그렸다.

## 주요 작품

### 회화
- 삶은 콩으로 만든 부드러운 구조물 (내란의 예감)
- 기억의 잔상(殘像)
- 피크닉

### 영화
- 안달루시아의 개
- 데스티노

## 작품 세계
Carré d'Art (Salvador Dali), Jean-Pierre Thiollet, Anagramme Ed., 2008. ISBN 978-2-35035-189-6